# Heimia salicifolia
Heimia salicifolia là một loài thực vật có hoa trong họ Lythraceae. Loài này được (Kunth) Link mô tả khoa học đầu tiên năm 1822.

## Hình ảnh

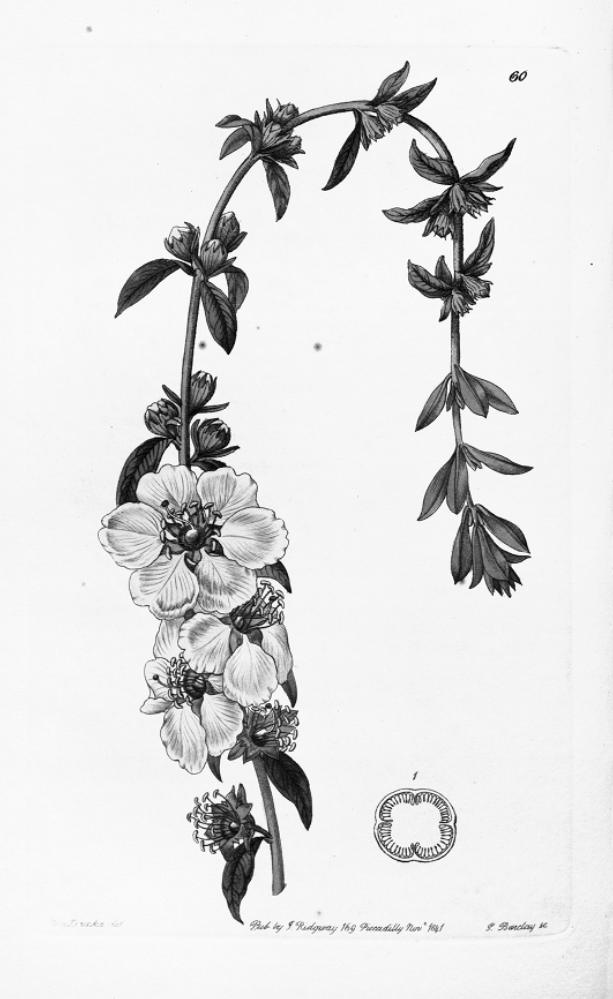
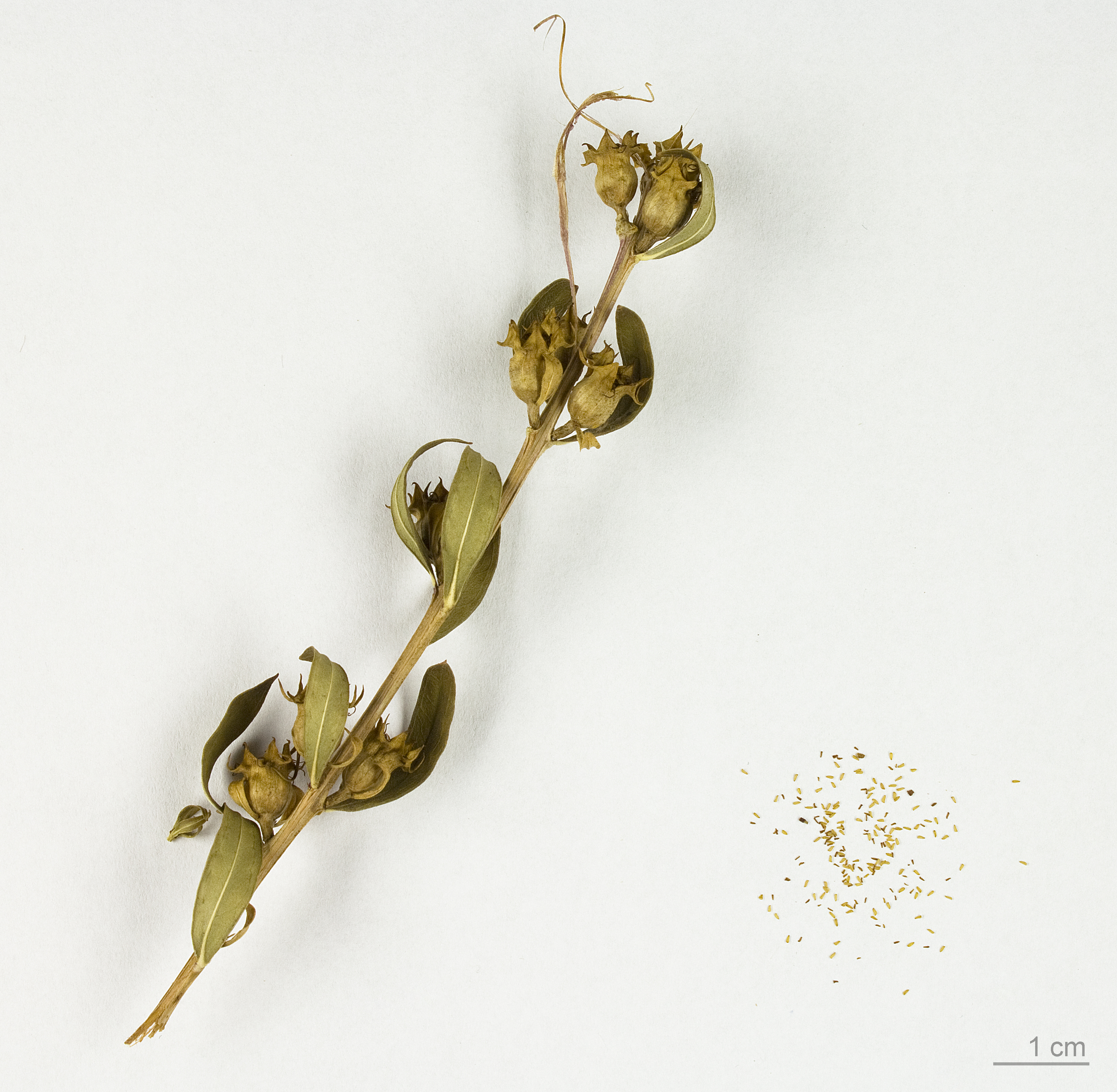